# در پیرامون تاریخ (کتاب کسروی)
در پیرامون تاریخ نوشته  سید احمد کسروی تبریزی (۸ مهر ۱۲۶۹–۲۰ اسفند ۱۳۲۴) تاریخ‌نگار، زبان‌شناس، پژوهشگر، حقوق‌دان و اندیشمند ایرانی در توصیف تاریخ‌نگاری و بیان تحولات تاریخ‌نویسی ایران است.

## محتوا
در کتاب «در پیرامون تاریخ» تحولات تاریخ‌نویسی و تاریخ‌نویسان در ایران پس از اسلام با نگاهی به کتاب‌های تاریخ مشروطه ایران و تاریخ هیجده ساله آذربایجان یا یا سرنوشت گردان و دلیران کاوش شده‌است. شاید بتوان این کتاب را تکملهٔ نویسنده بر دیدگاه‌های تاریخی خود دانست چرا که پس از سایر آثار تاریخی شهیرش این اثر را نوشته‌است.

## انگیزهٔ نگارش
کسروی هدفش را کوتاه ولی گویا چنین می‌نویسد: «بیان نکات ضروری تاریخ‌نویسی و خطر آلودگی‌های تاریخ‌نگاری» او در پانویسی روی اولین سرسخن خود با نام «پیرامون تاریخ» می‌نویسد: «در آغاز این گفتار باید بگویم: گفتاری که در شماره گذشته با سر سخن «در پیرامون تاریخ مشروطه» نوشتیم (که پس از این خواهد آمد) پارهٔ خوانندگان بسیار پسندیدند و چنین درخواستند که آنرا دنبال نمائیم ولی از آنجا که در آن باره سخن فزونتری نیست بهتر می‌دانیم در پیرامون تاریخ از هر گونه «مطلق» گفتاری برانیم چنان‌که این را نیز نوید داده‌ایم و چون دارنده پیمان را یادداشتهایی در این زمینه از سالهای پیش هست همان را در اینجا می‌آوریم. (پیمان سال چهارم صفحه ۴۴۱)»

## ساختار کتاب
- مقدمه
- فصل اول: پیرامون تاریخ:

1. سه پایگاه تاریخ نویسی
2. تاریخ سیاسی
3. آیا به تاریخ می‌توان پشت‌گرمی داشت؟
4. شیوه تاریخ نگاری و شرطهای تاریخ‌نگار
5. تاریخ و آرمان
6. تاریخ و پیشرفت جهان
7. نقش پادشاهان در تاریخ

- فصل دوم: تاریخ ایران پس از اسلام

1. تازیان و اسلام و ایران
2. باطنیان و حسن صباح
3. مغولان و سیاست آنان
4. چنگیزخان مغول و تیمور لنگ
5. سلطان محمد خوارزمشاه
6. سلطان جلال‌الدین خوارزمشاه
7. شاه منصور
8. تیمور ملک
9. شمس‌الدین خطیب تبریزی
10. محمد بن مظفر و دیگران
11. بایندریان (آق‌قوینلو)
12. خاندان صفوی
13. نادرشاه افشار
14. قاجاریان

- فصل سوم: پیرامون تاریخ و تاریخ‌نویسان

- فصل چهارم: تاریخ مشروطه و تاریخ هجده ساله آذربایجان

1. پیرامون تاریخ مشروطه
2. تاریخ هیجده ساله آذربایجان

- فصل پنجم: تاریخ درست چیست؟
- ضمائم:

1. پیوست اول: لغات نو
2. پیوست دوم: لیست کتابها